# Sculpture lumière monumentale en cristal Swarovski
Sculpture lumière monumentale en cristal Swarovski est une œuvre de Kiko Lopez. C'est l'une des œuvres d'art de la Défense, en France.

## Description
L'œuvre est située à l'intérieur du centre commercial Les Quatre Temps.

## Historique
L'œuvre est installée en 2006.